# Verwaltungsgemeinschaft Neusorg
Die Verwaltungsgemeinschaft Neusorg liegt im Oberpfälzer Landkreis Tirschenreuth und wird von folgenden Gemeinden gebildet:
1. Brand, 1140 Einwohner, 10,28 km²
2. Ebnath, 1305 Einwohner, 11,04 km²
3. Neusorg, 1961 Einwohner, 17,83 km²
4. Pullenreuth, 1584 Einwohner, 43,21 km²

Sitz der 1978 gegründeten Verwaltungsgemeinschaft ist Neusorg.